# Questões sociocientíficas
As questões sociocientíficas (QSC) configuram-se como questões cotidianas que estão relacionadas diretamente com aspectos da Ciência e da Tecnologia. Dentre elas podem ser destacadas a poluição, os organismos geneticamente modificados, clonagem, uso de produtos químicos, experimentação com animais, efeitos das telecomunicações, dentre outros.
Para Sadler e Zeilder (2004) a abordagem de QSC contribuir para a alfabetização científica, sendo um importante instrumento para a melhoria do processo de aprendizagem, da compreensão dos aspectos relacionados a natureza da ciência e das habilidades de argumentar e avaliar informações.
Para Carnio et al (2016, p. 99) o trabalho com QCS :
“transcende o ensino disciplinar conceitual, na medida em que possibilita repensar a influência da ciência e da tecnologia na sociedade contemporânea, problematizar a construção de conhecimentos e proporcionar reflexões sobre os direitos e responsabilidades dos diversos autores envolvidos na situação, como cientistas, agricultores, industrias, sociedade civil, meios de comunicação e diferentes instituições”
A compreensão acerca da importância da abordagem das QSC está relacionada com a origem e fundamentos do Movimento CTS.
Desde a década de 1960 questionamentos tem sido feito acerca das implicações sociais da Ciência e da Tecnologia, por meio de um movimento denominado CTS (Ciência-Tecnologia-Sociedade).
No Brasil desde a década de 1970, o movimento CTS, no que se refere ao Ensino de Ciências, tem se configurado como uma tendência que trata de questionamentos e propõe ações para que possam ser abordados conteúdos de Ciências de forma mais contextualizada e com maior significado para os estudantes, objetivando uma formação crítica dos cidadãos por meio de aspectos como a alfabetização científica e a argumentação.
O movimento CTS no Brasil, segundo Cerezo (1998) tem seguido três grandes direções:
· no campo da investigação: promovendo uma reflexão alternativa à tradicional filosofia e sociologia da ciência
· no campo das políticas públicas: defendendo a regulação pública da ciência e da tecnologia;
· no campo da educação: promovendo o surgimento de programas e materiais CTS em diversos países.
As QSC apesar de serem associadas aos movimento CTS, apresentam diferenciações, de modo que Zeidler et al. (2005) destacam que a abordagem CTS serviu para convencer a comunidade educacional de que ciência, tecnologia e sociedade não estão isoladas uma outra, embora não torne explícito as atenção em questões éticas e morais. Entretanto as QSC representam um avanço um sentido de destacarem questões de ordem ética e moral sobre temas científicos.
1. ↑  SADLER, T. D; ZEIDLER, D. L. The morality of sócio-scientific issues construal and resolution of genetic engineerig dilemas. Science Educacion, v.88, n.1, p. 4-27, 2004.
2. ↑  CARNIO, et al. Questões sociocientíficas em pequenos grupos de pesquisa (PGP). In: CARVALHO, L. M. O; CARVALHO, W. L. P.; NUNIOR, J. L. Formação de professores, questões sociocientíficas e avaliação em larga escala. São Paulo, Escrituras, 2016, p. 81-104.
3. ↑  CEREZO, J. A. L. Ciência, tecnología y sociedad: el estado de la cuestión en Europa y Estados Unidos. Revista iberoamericana de educación, v.18, p. 13-40, sep./dic. 1998.
4. ↑  ZEIDLER, D. L. et al. Beyond STS: a research-based framework for socioscientific issues educacion. Science Educacion, v. 89, n.3, p. 357-377, 2005.